# 鄧瀾
鄧瀾（?—?），清朝政治人物。
康熙57年（1718年），擔任清朝遵义府婺川縣知縣。后由湯士蛟接任。